# Agrupación Socialista Gomera
La Agrupación Socialista Gomera, también conocida como ASG, es un partido político español con sede en La Gomera, Canarias (España). Fue fundado en 2015 por Casimiro Curbelo, actual presidente del Cabildo de La Gomera, tras la escisión de algunos miembros del Partido Socialista Obrero Español (PSOE) en la isla. Gobierna 5 de los 6 municipios de La Gomera, cuenta con 3 de 4 diputados que tiene la isla en el Parlamento de Canarias; y, además, tiene el senador por la isla en la Cámara Alta.

## Resultados electorales
| Año  | Elecciones                                               | Candidato              | Votos | % de votos | Escaños | Posición en la isla |
| ---- | -------------------------------------------------------- | ---------------------- | ----- | ---------- | ------- | ------------------- |
| 2015 | Elecciones al Parlamento de Canarias                     | Casimiro Curbelo       | 5090  | 0,55 %     | 3/4     | 1.º                 |
| 2015 | Elecciones Municipales                                   | -                      | 4287  | -          | 24/53   | 1.º                 |
| 2015 | Elecciones al Senado 2015 (La Gomera)                    | Yaiza Castilla Herrera | 4435  | 42,93 %    | 1/1     | 1.º                 |
| 2016 | Elecciones al Senado 2016 (La Gomera)                    | Yaiza Castilla Herrera | 4337  | 42,54 %    | 1/1     | 1.º                 |
| 2019 | Elecciones al Senado abril de 2019 (La Gomera)           | Yaiza Castilla Herrera | 5409  | 51,9 %     | 1/1     | 1.º                 |
| 2019 | Elecciones al parlamento de Canarias de 2019             | Casimiro Curbelo       | 6250  | 53,71 %    | 3/4     | 1°                  |
| 2019 | Elecciones al Senado 10 de noviembre de 2019 (La Gomera) | Fabián Chinea Correa   | 3587  | 40,24 %    | 1/1     | 1.º                 |
| 2023 | Elecciones al Senado 23 de julio de 2023 (La Gomera)     | Fabián Chinea Correa   | 3820  | 38,55 %    | 1/1     | 1.º                 |

### Elecciones al Cabildo de La Gomera
| Elecciones y fecha | Votos | %     | Diputados | +/-         | Posición | Gobierno            |
| ------------------ | ----- | ----- | --------- | ----------- | -------- | ------------------- |
| 2015               | 5.972 | 50,19 | 10/17     |             | 1.º      | Gobierno en mayoría |
| 2019               | 6.969 | 57,0  | 11/17     | 1           | 1.º      | Gobierno en mayoría |
| 2023               | 6.847 | 58,5  | 11/17     | Sin cambios | 1.º      | Gobierno en mayoría |

### Elecciones al Parlamento de Canarias
| Elecciones y fecha | Votos | %     | Diputados | +/-         | Posición | Gobierno                         |
| ------------------ | ----- | ----- | --------- | ----------- | -------- | -------------------------------- |
| 2015               | 5.090 | 50,19 | 3/4       |             | 1.º      | Oposición                        |
| 2019               | 6.215 | 53,71 | 3/4       | Sin cambios | 1.º      | Coalición con PSOE, NC y Podemos |
| 2023               | 6.765 | 54,7  | 3/4       | Sin cambios | 1.º      | Apoyo al Gobierno.               |